# Annibale Bentivoglio (1413–1445)
Id. Annibale Bentivoglio (Bologna, 1413 – Bologna, 1445. június 24.) Bologna ura 1443-tól 1445-ig.

## Élete
Anton Galeazzo Bentivoglio természetes fia, 1435-ben apja meggyilkolása után el kellett hagynia Bolognát a concordiai püspök, Daniele Scoti, a város akkori apostoli kormányzójának parancsára. 1441-ben visszatért szülővárosába, ahol Niccolò Piccinino úgy kormányzott, mintha abszolút ura lenne, a város élére a Viscontiak állították, akiknek segítségét maguk a bolognaiak kérték.

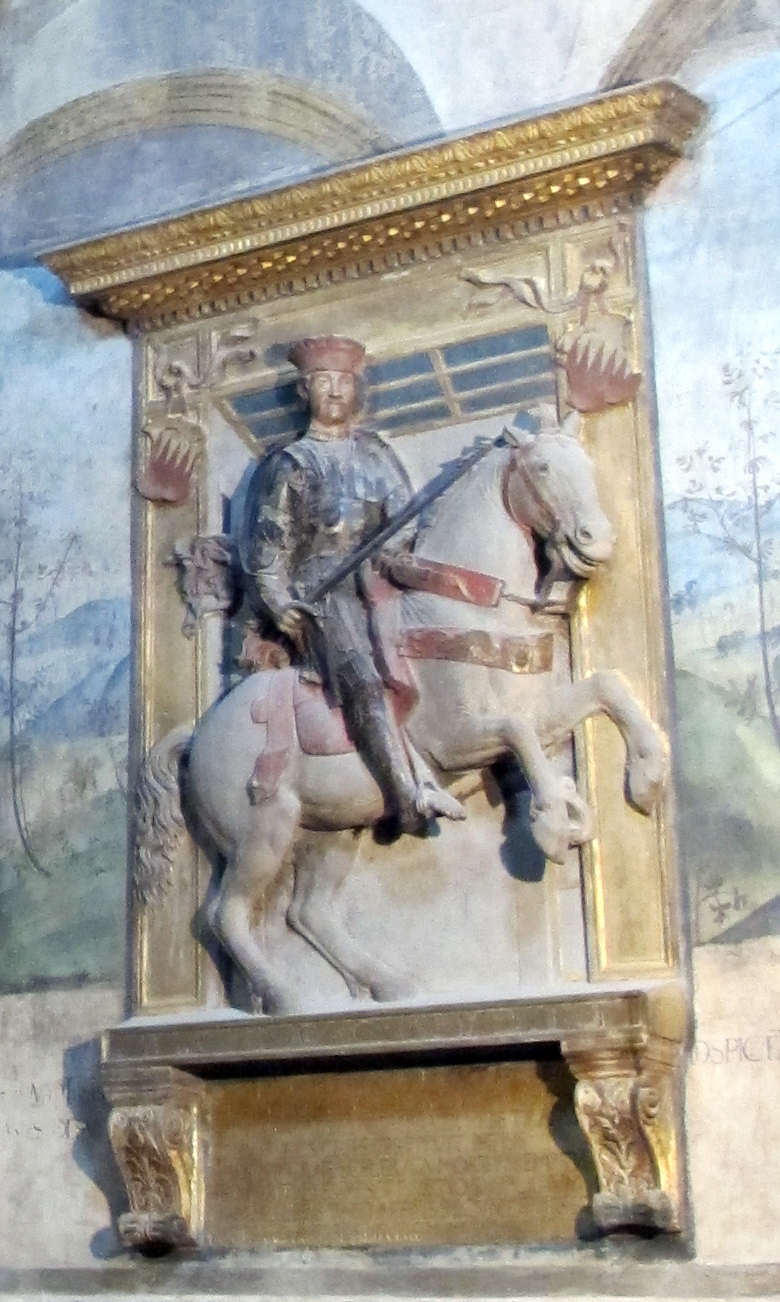
Síremléke a bolognai San Giacomo Maggiore-bazilikában, a Bentivoglio-kápolnában

Bentivoglióban a kiváltságainak veszélyeztetőjét gyanítva, Piccinino elfogatta és bezáratta őt a Parma melletti Varano várába, amely annak idején Piacenzával együtt milánói uralom alatt állt. Innen kalandos szöktetéssel, Galeazzo Marescotti de'Calvi és más hívei 1443. június 3-án szabadították ki.
Titokban Bolognába visszatérve, ott folyamatos lázadást talált az összes nagyobb bolognai család szövetségének eredményeként, és amelynek célja Piccinino elűzése volt. Más források arról számolnak be, hogy az általa vezetett bolognaiaknak sikerült visszaszorítaniuk Luigi Dal Verme milánói csapatait, amikor legyőzték őket a San Giorgio di Pianó-i csatában (1443. augusztus 14.). Miután Piccininót elűzték, a bolognaiak 1445-ben Bentivogliót választották meg a tizenhat reformátor élére, amivel gyakorlatilag a város urává tették.
A Bentivoglio család fölénye új elégedetlenséget keltett, a rivális család ezúttal a Canetoliak voltak. Bentivoglio megpróbálta megnyugtatni a kedélyeket azzal, hogy kinevezte Battista Canetolit a szenátus vezetőjévé, de eredménytelenül.  Canetolik valójában merényletet szerveztek, amelynek célja a város irányításának megszerzése volt. A Ghisileri család segítségével tőrbecsalták Bentivogliót, aki meghívásukra a keresztelőre tartott. Az ő meggyilkolása azonban kiváltotta a többi család reakcióját: a Canetoli és a Ghisileri család tagjait halálra ítélték vagy száműzték.
Mivel Bentivoglio fia, Giovanni túl kicsi volt, és mivel más nemesek visszautasították a város irányítását, Sante Bentivogliót, Ercole Bentivoglio, Annibale unokatestvérének törvénytelen fiát nevezték ki városa első polgárnak.
Az Annibale által 1445-ben elkezdett Bentivoglio-kápolnát, a San Giacomo Maggiore templomban, Giovanni fejeztette be 1486-ban.

## Házassága és gyermekei
1441-ben Filippo Maria Visconti hozzáadta Donnina Viscontit, Lancillotto Viscontinak, Bernabò Visconti fiának a lányát. Két gyermekük született:
- Antonia, aki 1456-ban ment hozzá Sigismondo Brandolini Castelnuovo Rangone grófjához
- Giovanni Bentivoglio (1443–1508) Bologna ura

## Fordítás
- Ez a szócikk részben vagy egészben  az   Annibale I Bentivoglio című olasz Wikipédia-szócikk ezen változatának fordításán alapul.  Az eredeti cikk szerkesztőit annak laptörténete sorolja fel. Ez a jelzés csupán a megfogalmazás eredetét és a szerzői jogokat jelzi, nem szolgál a cikkben szereplő információk forrásmegjelöléseként.